# San Pedro Huitzapula Norte
San Pedro Huitzapula Norte är en ort i Mexiko.   Den ligger i kommunen Atlixtac och delstaten Guerrero, i den sydöstra delen av landet, 220 km söder om huvudstaden Mexico City. San Pedro Huitzapula Norte ligger 1 867 meter över havet och antalet invånare är 1 297.
Terrängen runt San Pedro Huitzapula Norte är huvudsakligen lite bergig. San Pedro Huitzapula Norte ligger nere i en dal. Runt San Pedro Huitzapula Norte är det ganska glesbefolkat, med 40 invånare per kvadratkilometer. Närmaste större samhälle är Copanatoyac, 10,7 km öster om San Pedro Huitzapula Norte. I omgivningarna runt San Pedro Huitzapula Norte växer huvudsakligen savannskog.